# Aire d'attraction de Fort-de-France
L'aire d'attraction de Fort-de-France est un zonage d'étude défini par l'Insee pour caractériser l'influence de la commune de Fort-de-France sur les communes environnantes. Publiée en octobre 2020, elle se substitue à l'aire urbaine de Fort-de-France, qui comportait 4 communes dans le zonage de 2010. 
Elle comprend la totalité des communes de l'île, à l'exception de l'aire d'attraction de Basse-Pointe (4 communes), de l'aire d'attraction du Lorrain (1 commune) et de la commune du Prêcheur, seule commune hors aire d'attraction de l'île, soit 28 communes sur 34 et plus de 96 % de la population martiniquaise.

### Carte

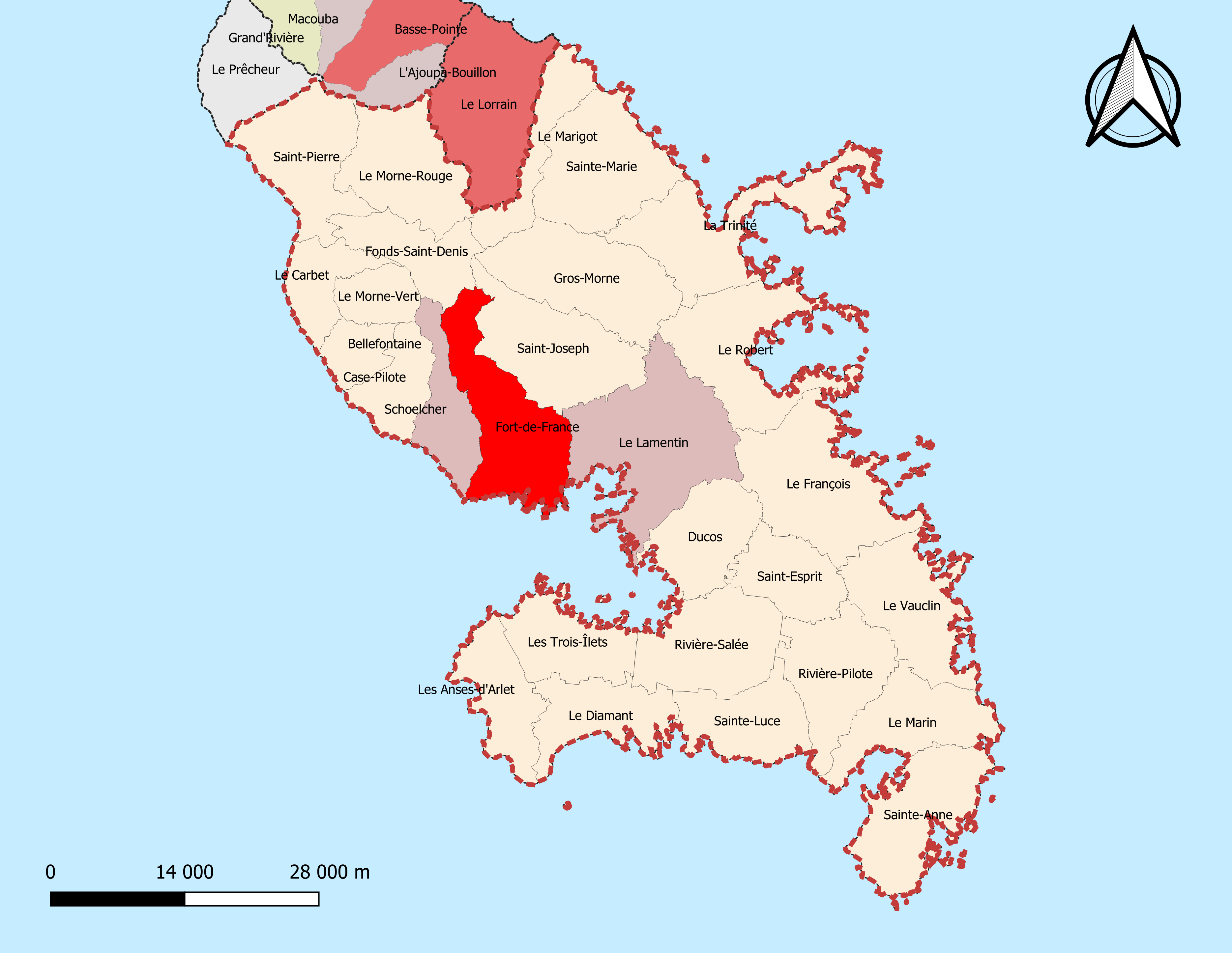
Carte de l'aire d'attraction de Fort-de-France.
Commune-centre
Commune du pôle principal
Commune de la couronne

## Définition
L'aire d'attraction d'une ville est composée d'un pôle, défini à partir de critères de population et d'emploi ainsi que d'une couronne constituée des communes dont au moins 15 % des actifs travaillent dans le pôle. Le pôle d'attraction constitue ainsi un point de convergence des déplacements domicile-travail,.

## Géographie
L'aire d'attraction de Fort-de-France est une aire intra-départementale qui comporte 28 communes dans la Martinique. 

### Composition communale
| Nom                             | Code Insee | Département | Statut                    | Superficie (km2) | Population (dernière pop. légale) | Densité (hab./km2) | Modifier                                    |
| ------------------------------- | ---------- | ----------- | ------------------------- | ---------------- | --------------------------------- | ------------------ | ------------------------------------------- |
| Fort-de-France (commune-centre) | 97209      | Martinique  | commune-centre            | 44,21            | 75 165 (2022)                     | 1 700              | modifier les données · modifier les données |
| Le Lamentin                     | 97213      | Martinique  | commune du pôle principal | 62,32            | 39 346 (2022)                     | 631                | modifier les données · modifier les données |
| Schœlcher                       | 97229      | Martinique  | commune du pôle principal | 21,17            | 19 342 (2022)                     | 914                | modifier les données · modifier les données |
| Les Anses-d'Arlet               | 97202      | Martinique  | commune de la couronne    | 25,92            | 3 874 (2022)                      | 149                | modifier les données · modifier les données |
| Le Carbet                       | 97204      | Martinique  | commune de la couronne    | 36,00            | 3 619 (2022)                      | 101                | modifier les données · modifier les données |
| Case-Pilote                     | 97205      | Martinique  | commune de la couronne    | 18,44            | 4 524 (2022)                      | 245                | modifier les données · modifier les données |
| Le Diamant                      | 97206      | Martinique  | commune de la couronne    | 27,34            | 5 924 (2022)                      | 217                | modifier les données · modifier les données |
| Ducos                           | 97207      | Martinique  | commune de la couronne    | 37,69            | 17 837 (2022)                     | 473                | modifier les données · modifier les données |
| Fonds-Saint-Denis               | 97208      | Martinique  | commune de la couronne    | 24,28            | 641 (2022)                        | 26                 | modifier les données · modifier les données |
| Le François                     | 97210      | Martinique  | commune de la couronne    | 53,93            | 15 858 (2022)                     | 294                | modifier les données · modifier les données |
| Gros-Morne                      | 97212      | Martinique  | commune de la couronne    | 54,25            | 9 752 (2022)                      | 180                | modifier les données · modifier les données |
| Le Marigot                      | 97216      | Martinique  | commune de la couronne    | 21,63            | 2 991 (2022)                      | 138                | modifier les données · modifier les données |
| Le Marin                        | 97217      | Martinique  | commune de la couronne    | 31,54            | 8 526 (2022)                      | 270                | modifier les données · modifier les données |
| Le Morne-Rouge                  | 97218      | Martinique  | commune de la couronne    | 37,64            | 4 469 (2022)                      | 119                | modifier les données · modifier les données |
| Rivière-Pilote                  | 97220      | Martinique  | commune de la couronne    | 35,78            | 11 797 (2022)                     | 330                | modifier les données · modifier les données |
| Rivière-Salée                   | 97221      | Martinique  | commune de la couronne    | 39,38            | 11 818 (2022)                     | 300                | modifier les données · modifier les données |
| Le Robert                       | 97222      | Martinique  | commune de la couronne    | 47,30            | 21 490 (2022)                     | 454                | modifier les données · modifier les données |
| Saint-Esprit                    | 97223      | Martinique  | commune de la couronne    | 23,46            | 10 422 (2022)                     | 444                | modifier les données · modifier les données |
| Saint-Joseph                    | 97224      | Martinique  | commune de la couronne    | 43,29            | 16 470 (2022)                     | 380                | modifier les données · modifier les données |
| Saint-Pierre                    | 97225      | Martinique  | commune de la couronne    | 38,72            | 4 069 (2022)                      | 105                | modifier les données · modifier les données |
| Sainte-Anne                     | 97226      | Martinique  | commune de la couronne    | 38,42            | 4 491 (2022)                      | 117                | modifier les données · modifier les données |
| Sainte-Luce                     | 97227      | Martinique  | commune de la couronne    | 28,02            | 9 275 (2022)                      | 331                | modifier les données · modifier les données |
| Sainte-Marie                    | 97228      | Martinique  | commune de la couronne    | 44,55            | 14 827 (2022)                     | 333                | modifier les données · modifier les données |
| La Trinité                      | 97230      | Martinique  | commune de la couronne    | 45,77            | 11 622 (2022)                     | 254                | modifier les données · modifier les données |
| Les Trois-Îlets                 | 97231      | Martinique  | commune de la couronne    | 28,60            | 6 735 (2022)                      | 235                | modifier les données · modifier les données |
| Le Vauclin                      | 97232      | Martinique  | commune de la couronne    | 39,06            | 8 481 (2022)                      | 217                | modifier les données · modifier les données |
| Le Morne-Vert                   | 97233      | Martinique  | commune de la couronne    | 13,37            | 1 748 (2022)                      | 131                | modifier les données · modifier les données |
| Bellefontaine                   | 97234      | Martinique  | commune de la couronne    | 11,89            | 1 824 (2022)                      | 153                | modifier les données · modifier les données |

## Démographie
Cette aire est catégorisée dans les aires de 200 000 à moins de 700 000 habitants, une catégorie qui regroupe 23,6 % de la population au niveau national.